# 16.12.1981
16.12.1981 – multipack CD/DVD wydany przez Stowarzyszenie Pokolenie, zawierający zapis widowiska multimedialnego, zorganizowanego w historycznej scenerii w 30. rocznicę pacyfikacji kopalni „Wujek” w Katowicach według scenariusza Łukasza Kobieli i Przemysława Miśkiewicza, wyreżyserowanego przez Łukasza Kobielę.
 
 

## Charakterystyka wydawnictwa
Wydawnictwo stanowi zapis widowiska 16.12.1981, które odbyło się w 30.
rocznicę pacyfikacji strajku na kopalni „Wujek” i zawiera płyty CD oraz DVD (dźwięk stereo oraz dookólny 5.1). Wizualizacje wyświetlane podczas koncertu stanowią odrębną ścieżkę obrazu dostępną jako kąt kamery 2. Na 48 stronach dołączonej do wydawnictwa książeczki zamieszczono teksty wszystkich wykonywanych utworów oraz krótkie teksty wprowadzające odbiorcę w historię najważniejszych wydarzeń, o których opowiada widowisko. Autorami tekstów są m.in. prof.
dr hab. Antoni Dudek, dr Łukasz Kamiński, dr Andrzej Grajewski, dr Adam Dziuba, dr Jarosław Neja i inni.

Widowisko przedstawia wydarzenia, które rozegrały się w kopalni „Wujek” w grudniu 1981 roku na tle najnowszej historii Polski ze szczególnym uwzględnieniem okresu lat 1980-1983.
Wykonywanym na żywo utworom towarzyszyły wizualizacje wyświetlane na ekranie o wielkości 18x8 metrów stanowiącym tył sceny. Wizualizacje oparte były na unikalnych fotografiach i materiałach filmowych dokumentujących zdarzenia i uczestniczące w nich osoby lub specjalnie wyprodukowanych sekwencjach fabularnych i animowanych. Poza sceną fragmenty utworów Czesława Miłosza i Zbigniewa Herberta zaprezentował Olgierd Łukaszewicz. Ważnym elementem widowiska była również inscenizacja z udziałem statystów i uczestników grup rekonstrukcyjnych oraz pojazdów opancerzonych. Nad podświetloną industrialną scenerią kopalni pojawił się śmigłowiec, z którego wysypały się papierowe czarne wrony. Widowisko pomimo zimna i bardzo silnego wiatru obejrzało blisko pięć tysięcy osób zgromadzonych przed kopalnią. Zarejestrowany materiał został wyemitowany następnego dnia w programie pierwszym Telewizji Polskiej i trzykrotnie w TVP Polonia.
 

## Nagrody
Widowisko zostało uhonorowane „Złotym gongiem” listy przebojów „Muzyczne dary” w kategorii „Wydarzenie roku 2012”.
 

## Lista utworów
1. Psalm o gwieździe – słowa: Ernest Bryll, muzyka: Wojciech Trzciński
2. Za wolność – słowa: Robert Friedrich, Przemysław Frencel, muzyka: Luxtorpeda
3. Który skrzywdziłeś – Czesław Miłosz
4. Amnestia – muzyka: Luxtorpeda
5. Drzwi L. – muzyka: De Press
6. Boże, coś Polskę
7. Idą pancry na Wujek – słowa: Maciej Bieniasz, muzyka: Antoni Józef Filipkowski
8. Suplikacja Święty Boże
9. Górnicy – słowa: Tomasz Jastrun, muzyka: Janusz Yanina Iwański
10. Moja VI klasa – muzyka: Janusz Yanina Iwański
11. Wróżba, słowa i muzyka: Jacek Kaczmarski
12. Przesłanie Pana Cogito (fragment) – Zbigniew Herbert

## Wykonawcy
- Anna Serafińska
- Ryszard Rynkowski
- Y-Band Janusza Janiny Iwańskiego
- Luxtorpeda
- Olgierd Łukaszewicz
- De Press
- Muniek Staszczyk
- Paweł Kukiz

Ponadto w inscenizacji udział wzięli członkowie grup rekonstrukcyjnych Mała Armia, XXX oraz statyści.
 

## Organizatorzy i współorganizatorzy
Organizatorzy:
- Krajowy Obywatelski Komitet Obchodów 30. Rocznicy wprowadzenia stanu wojennego i wydarzeń grudnia 1981
- Stowarzyszenie Pokolenie
- Społeczny Komitet Pamięci Poległych 16 grudnia 1981 r.
- NSZZ „Solidarność”
- Instytut Pamięci Narodowej

 

Współorganizatorzy:
- Urząd Marszałkowski Województwa Śląskiego
- Urząd Miasta Katowice
- Ministerstwo Kultury i Dziedzictwa Narodowego
- Narodowe Centrum Kultury
- Muzeum Górnictwa Węglowego w Zabrzu

## Galerie zdjęć
- 30. rocznica pacyfikacji KWK Wujek – fotorelacja
- 30. rocznica pacyfikacji. muzeum-wujek.pl. [zarchiwizowane z tego adresu (2013-12-14)].
- Widowisko pod KWK „Wujek”. grudzien81.pl. [zarchiwizowane z tego adresu (2016-03-24)].
- Grupa Śląsk. grupaslask.pl. [zarchiwizowane z tego adresu (2016-03-05)].